# Verwaltungsgemeinschaft Schöllkrippen
In der Verwaltungsgemeinschaft Schöllkrippen im unterfränkischen Landkreis Aschaffenburg haben sich folgende Gemeinden zur Erledigung ihrer Verwaltungsgeschäfte zusammengeschlossen:
1. Blankenbach, 1528 Einwohner, 3,96 km²
2. Kleinkahl, 1883 Einwohner, 14,20 km²
3. Krombach, 2121 Einwohner, 10,65 km²
4. Schöllkrippen, Markt, 4338 Einwohner, 12,64 km²
5. Sommerkahl, 1307 Einwohner, 5,46 km²
6. Westerngrund, 1990 Einwohner, 14,77 km²
7. Wiesen, 1042 Einwohner, 5,64 km²

Die Verwaltungsgemeinschaft wurde am 1. Mai 1978 gegründet. Zum 1. Januar 2015 wurde die Gemeinde Westerngrund um einen Teil des aufgelösten gemeindefreien Gebiets Geiselbacher Forst vergrößert, wodurch auch die Fläche der Verwaltungsgemeinschaft vergrößert wurde.
Sitz der Verwaltungsgemeinschaft ist Schöllkrippen. Der Vorsitzende der Verwaltungsgemeinschaft Schöllkrippen ist seit 2020 Willi Fleckenstein, Bürgermeister der Gemeinde Wiesen. Mit der Wahl Willi Fleckensteins zum Vorsitzenden ging der Vorsitz erstmals nicht an den Bürgermeister von Schöllkrippen. Geschäftsleiter ist Armin Haas.
Aus der Verwaltungsgemeinschaft war zum 1. Januar 1994 die Gemeinde Geiselbach entlassen worden.